# Dorfkirche Ringenwalde

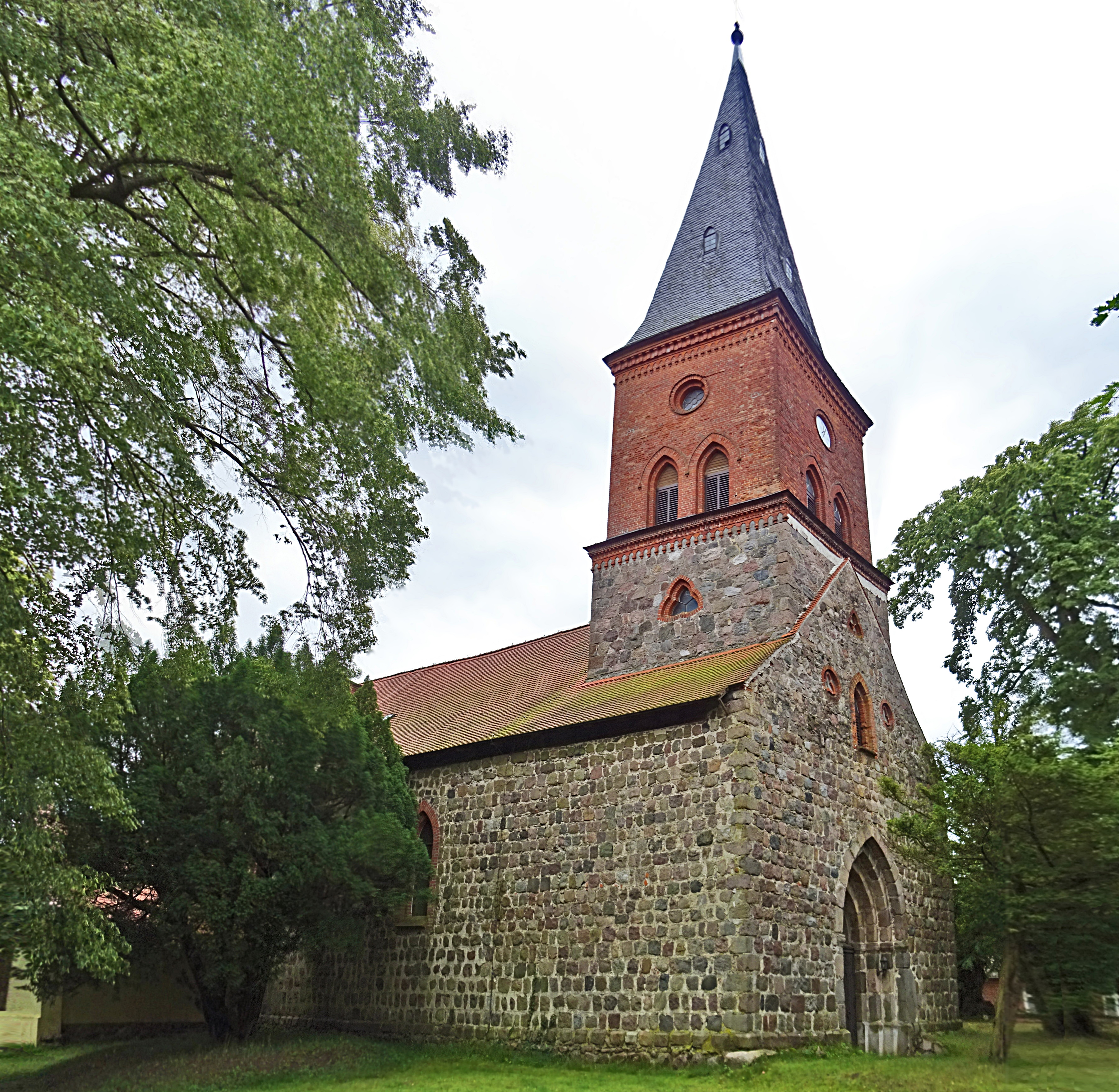
Dorfkirche in Ringenwalde

Die Dorfkirche Ringenwalde ist ein im Kern gotisches Kirchengebäude in Temmen-Ringenwalde, einer Gemeinde im Landkreis Uckermark in Brandenburg (Deutschland). Sie gehört zum Kirchenkreis Oberes Havelland der Evangelischen Kirche Berlin-Brandenburg-schlesische Oberlausitz.

## Geschichte
Die Kirche wurde in der zweiten Hälfte des 13. Jahrhunderts als rechteckiger Feldsteinbau mit einem ebenfalls rechteckigen Chor und einem niedrigen, mit einem Satteldach gedeckten Turm errichtet und 1280 eingeweiht. Eine dendrochronologische Untersuchung einzelner Hölzer ergab, dass der Dachstuhl des Chores um 1408/09 gebaut wurde. Ein Schwellenbalken zwischen Kirchenschiff und Chor stammt aus den 1230er Jahren. Bei einem Brand 1580 wurde die Kirche bis auf den Feldsteinsockel zerstört, vom Baumeister Baltasar Gottschalk neu errichtet und 1590 erneut geweiht. Der Turm wurde seinerzeit als Fachwerk ausgeführt. Im Dreißigjährigen Krieg wurde das Bauwerk erneut zerstört und wieder errichtet. 1760 baute man eine Orgel von Johann Peter Migendt ein, die vom damaligen Patron Wilhelm Joachim von Ahlimb gestiftet wurde. Er war es auch, der zum 400-jährigen Bestehen der Grafschaft das Inventar der Kirche bis auf wenige Stücke komplett erneuerte.

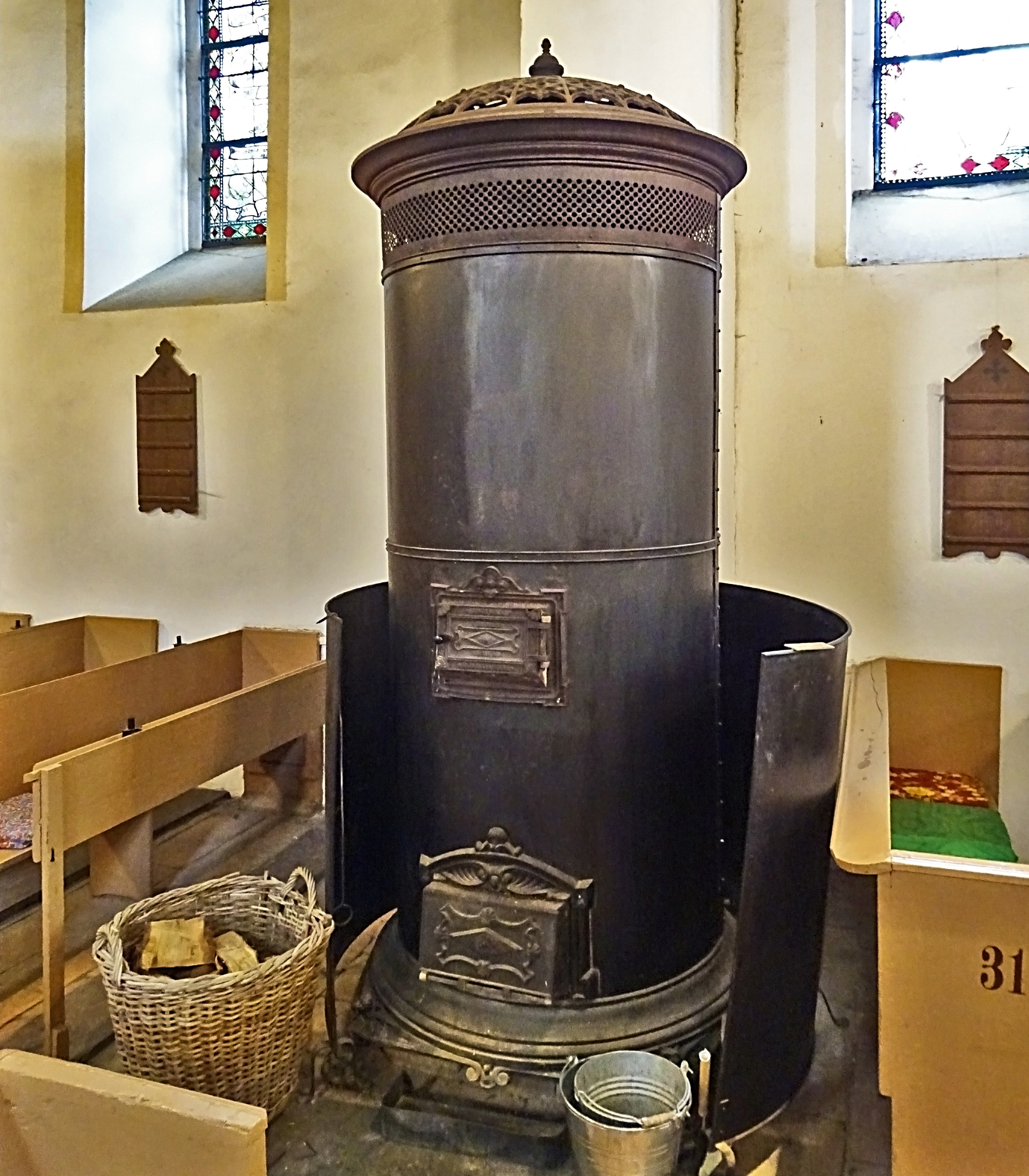
Guss-Ofen (Eisenwerk Kaiserslautern 1895)

In den Jahren 1890 und 1891 riss man den hölzernen Turmaufbau ab und ersetzte ihn durch einen neugotischen, 37,5 Meter hohen Turm mit einem quadratischen Grundriss. Er besitzt in jeder Himmelsrichtung je zwei spitzbogige Klangarkaden. Die Einweihung fand im November 1891 statt. Aus dieser Zeit stammt auch das vierfach abgestufte Spitzbogenportal sowie die Turmuhr der Firma Rochlitz aus Berlin. Im 19. Jahrhundert kamen eine Südvorhalle sowie ein Gruftanbau hinzu. 1913 baute man die Orgel von einer mechanischen auf eine pneumatische Traktur um. Die Disposition wurde von der Firma Albert Kienscherf aus Eberswalde auf zwei Manuale und Pedal mit 15 klingenden Registern erweitert.
1958 riss man die Patronatsloge ab und befestigte ein Teil hiervon an der Nordwand der Kirche. Im darauf folgenden Jahr wurde die farbliche Neugestaltung des Altars beendet. 1977 baute die Orgelbaufirma Fahlberg aus Eberswalde ein elektrisches Gebläse in die Orgel ein. 1992 sanierte man das Kirchendach. Im Zuge der Renovierung des Schiffs wurde auch der Ofen im Innenraum der Kirche saniert, zuletzt 2003 durch den Ofensetzermeister Winfried Rathnow aus Ringenwalde.

## Architektur

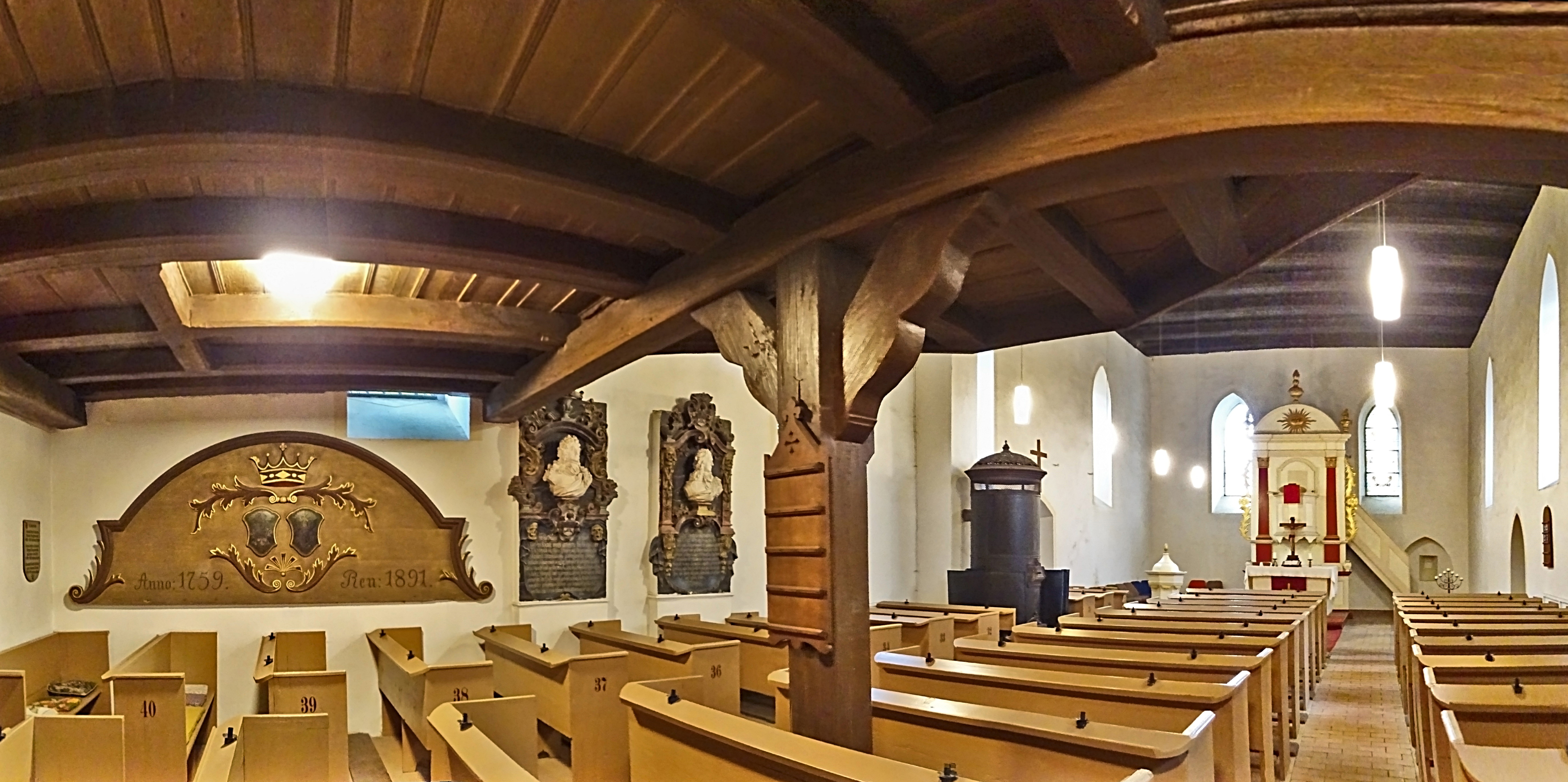
Innenansicht

Der schlichte Feldsteinbau hat die Form eines rechteckigen Saales mit flacher Decke unter einem Satteldach. Der ursprüngliche Westturm in Schiffsbreite zeigt heute auf dem alten Sockel einen neugotischen Turmaufbau aus Backstein mit quadratischem Grundriss und Spitzhelm.
Der Ostgiebel ist mit vertikalen Blenden gegliedert. Die zwei Spitzbogenfenster (das dritte dazwischen ist vermauert) haben bei der Vergrößerung im 19. Jahrhundert Laibungen aus Backstein bekommen. Darüber befindet sich ein Kreisfenster. Dies deutet auf eine ehemals vorhandene hölzerne Tonnenwölbung des Gebäudes hin.

## Ausstattung

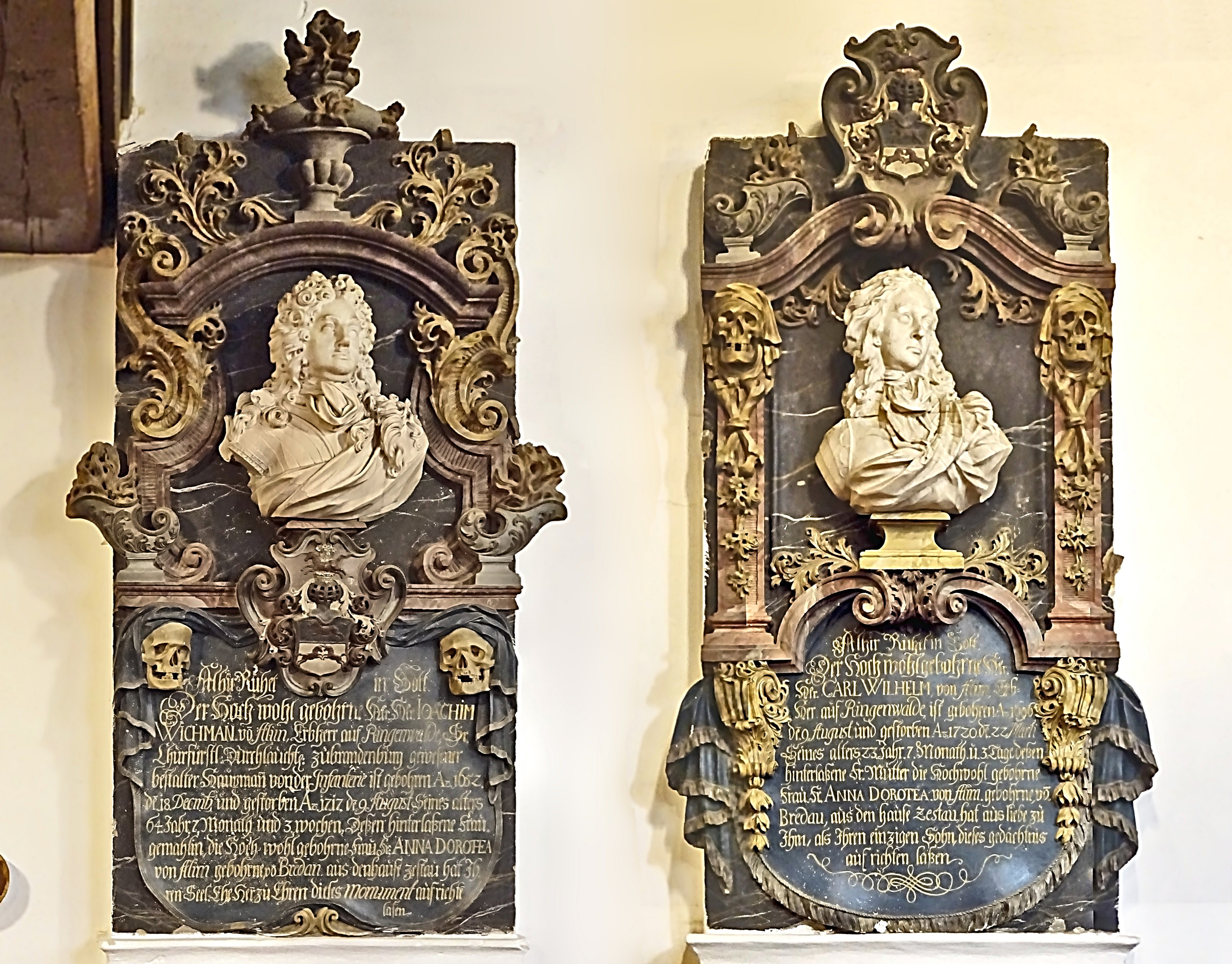
Epitaphe für Joachim Wichman und Carl Wilhelm von Ahlimb

Wesentliche Teile der Ausstattung stammen aus den Jahren um 1760: 1759 soll der Kanzelaltar gefertigt worden sein, die hölzerne Taufe stammt aus dem Jahr 1758. Beide zeigen steifere Formen als der rocaillengeschmückte Orgelprospekt von 1760. Das Altarkreuz stammt wohl noch aus dem 16. Jahrhundert.
In das Fenster der Chornordwand sind in die ornamentale Verglasung von 1891 drei runde, 1599 gestiftete Scheiben mit alttestamentarischen Szenen eingefügt. Die anderen Fenster des 19. Jahrhunderts nennen weitere Pastoren und Küster mit ihren Daten.
Zwei  Epitaphien aus Sandstein erinnern an den Tod zweier Herren aus der Patronatsfamilie: Joachim Wichmann von Ahlimb († 1717) und Karl Wilhelm von Ahlimb († 1720) sind darin mit qualitätvollen Marmorbüsten verewigt.
Ein rund 18 cm hoher Abendmahlskelch stammt aus dem 16. Jahrhundert und gilt neben einem Zinnleuchter aus 1671 als bedeutendes Objekt der beweglichen Ausstattung. 1969 wurde der zweite Leuchter gestohlen.
Bemerkenswert ist der 2003  erst wieder gebrauchstüchtig gemachte eiserne Ofen aus der zweiten Hälfte des 19. Jahrhunderts, weil solche Heizungen kaum sonst wo noch in Kirchen zu finden sind.
Im Turm befinden sich zwei Glocken: ein Geläut aus dem Jahr 1320 hat einen Durchmesser von 107 cm sowie eine kleinere Glocke aus 1618. Sie ist mit einem Zahnfries versehen und trägt die Inschrift o rex glorie veni cum pace (König der Glorie, komm mit deinem Frieden). Eine dritte Glocke aus dem Jahr 1731 wurde im Zweiten Weltkrieg eingeschmolzen.

## Orgel
Die Orgel gilt neben der Amalien-Orgel in Berlin-Karlshorst als eines von zwei erhaltenen Werken des Orgelbauers Johann Peter Migendt und als seine einzige erhaltene Kirchenorgel mit einem umfangreichen Originalbestand. Sie verfügte ursprünglich über acht (eventuell neun) Register auf einem Manual. Albert Kienscherf ergänzte im Jahr 1913 ein zweites Manual und selbstständiges Pedal, sodass die Orgel nun 15 Register besaß. Zudem veränderte er das Gehäuse und baute eine pneumatische Traktur ein. 1985 identifizierte Wolf Bergelt das Instrument als ein Migendt-Werk. Im Jahr 2006 wurde die Orgel von Orgelbau Rühle restauriert und weitgehend in den Originalzustand von 1760 zurückversetzt. Der Ringenwalder Restaurator Gerhard Prückner stellte die ursprüngliche Fassung wieder her. Etwa 80 % der Migendt-Pfeifen sind erhalten. Gegenüber dem Zustand von 1760 baute Rühle ein Pedal mit drei Stimmen ein, das sich an der Orgel der Schlosskirche zu Stettin orientiert. Das Instrument weist die folgende Disposition mit zwölf Registern auf:
| I Manual CD–c3 |             |       |
| 1.             | Gedackt     | 8′    |
| 2.             | Prästant    | 4′    |
| 3.             | Rohrflöte   | 4′    |
| 4.             | Nasard      | 3′    |
| 6.             | Octav       | 2′    |
| 5.             | Quinta      | 1 ⁄3′ |
| 7.             | Cornett III |       |
| 8.             | Mixtur IV   |       |
| 9.             | Trompete    | 8′    |

| Pedal CD–c1 |               |     |
| 10.         | Subbass       | 16′ |
| 11.         | Octavbass     | 8′  |
| 12.         | Trompetenbass | 8′  |

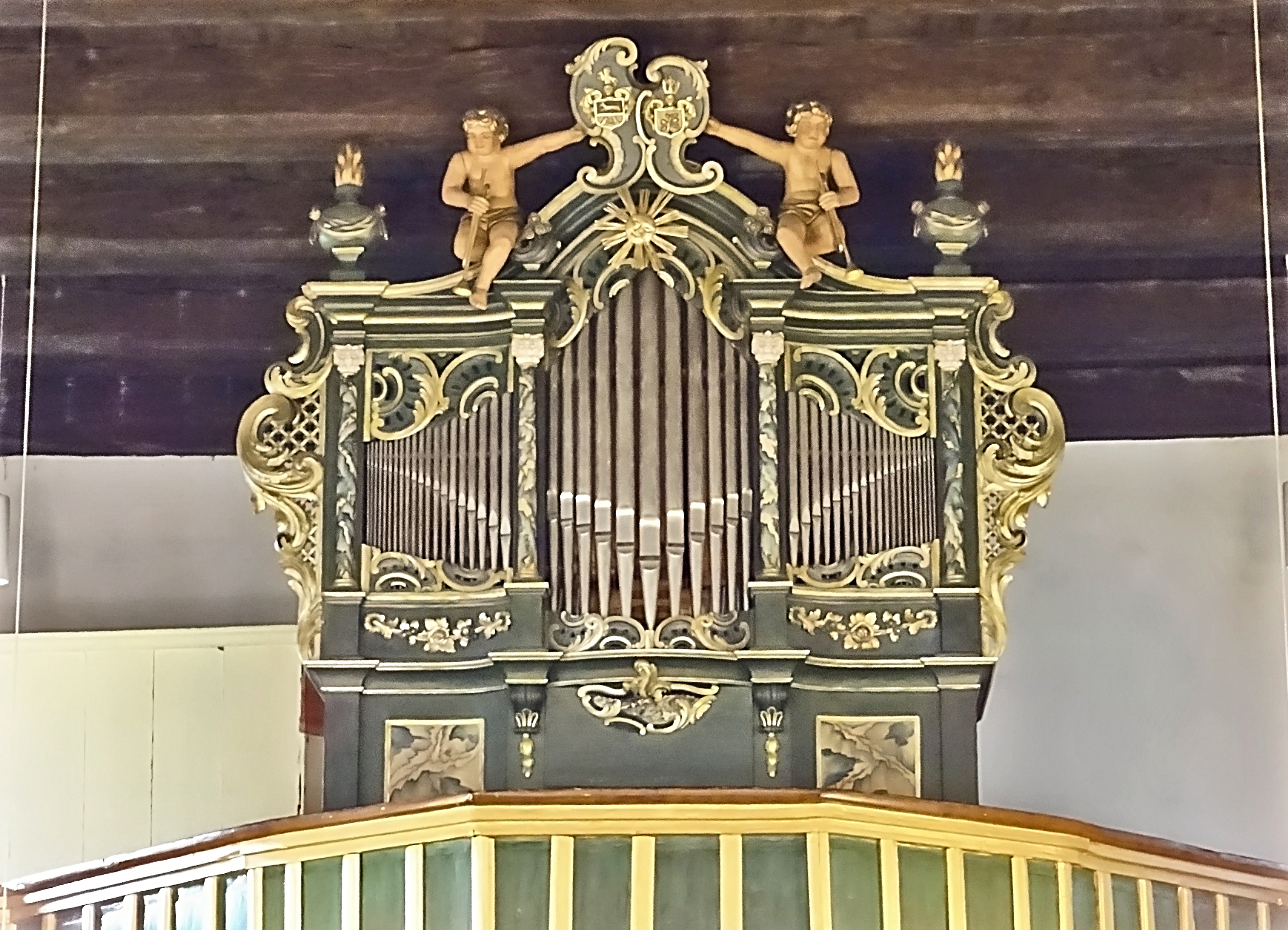
Migendt-Orgel

Mit Hilfe eines Seilzugs an der Registertraktur der Trompete kann der Organist zwei Putten bewegen, die beim Ziehen des Registers die Arme heben und ihre Posaunen ansetzen.

## Sagenwelt
Einer Sage nach war der Teufel über den Bau der Kirche so verärgert, dass er aus Wut einen großen Stein in Richtung der Kirche warf. Er verfehlte das Gotteshaus, zerstörte jedoch den Turm der Kirche.